# The Jackson 5 Final Tour
Tournées par Jackson 5
The Jackson 5 World Tour
(1973-1975) The Jacksons Tour
(1977)
The Jackson 5 Final Tour est la dernière tournée du groupe The Jackson 5 sous ce nom de « The Jackson 5 ». Ils se nommeront après cette série de spectacle The Jacksons. Ils ont donné une série de six concerts à Manille, aux Philippines, en février 1976.

## Contexte
Les Jackson 5 ont entrepris cette tournée à Manille en février 1976, moins d’un mois après le départ de Jermaine, qui est remplacé par Randy Jackson. Les Jackson 5 et leur père, Joseph Jackson, ont assisté à l'émission philippienne Studen Canteen lors de cette tournée.

## Programme
| 1. You Were Made (Especially For Me) 2. It's Too Late To Change The Time 3. Never Can Say Goodbye 4. Papa Was a Rollin' Stone 5. I Am Love 6. Randy Presents the Band 7. Rockin' Robin 8. The Life of the Party / Forever Came Today 9. Medley : - I Want You Back - ABC - The Love You Save 10. I'll Be There 11. Tito's Guitar Solo 12. Happy 13. Music and Me 14. One Day in Your Life 15. Dancing Machine 16. Body Language (Do the Love Dance) | 1. You Were Made (Especially For Me) 2. Hum Along and Dance 3. Never Can Say Goodbye 4. Just a Little Bit of You 5. Papa Was a Rollin' Stone 6. Breezy 7. Randy Presents the Band 8. Rockin' Robin 9. The Life Of The Party 10. Forever Came Today 11. Medley : - I Want You Back - ABC - The Love You Save 12. I'll Be There 13. Tito's Guitar Solo 14. What You Don't Know 15. Goin' Back To Indiana 16. Sugar Daddy 17. Dancing Machine 18. Body Language (Do the Love Dance) |

## Liste des concerts
| # | Date            | Ville   | Pays        | Lieu             |
| - | --------------- | ------- | ----------- | ---------------- |
| 1 | 13 février 1976 | Manille | Philippines | Folk Art Theater |
| 2 | 14 février 1976 | Manille | Philippines | Folk Art Theater |
| 3 | 15 février 1976 | Manille | Philippines | Folk Art Theater |
| 4 | 17 février 1976 | Manille | Philippines | Araneta Coliseum |
| 5 | 18 février 1976 | Manille | Philippines | Araneta Coliseum |
| 6 | 19 février 1976 | Manille | Philippines | Araneta Coliseum |

## Équipe technique

### Artistes principaux
- Michael Jackson : chanteur, danseur
- Jackie Jackson : chanteur, danseur, percussionniste
- Tito Jackson : chanteur, danseur, guitariste
- Marlon Jackson : chanteur, danseur
- Randy Jackson : chanteur, percussionniste